# Tipula bisetosa
Tipula bisetosa är en tvåvingeart. Tipula bisetosa ingår i släktet Tipula och familjen storharkrankar.

## Underarter
Arten delas in i följande underarter:
- T. b. bisetosa
- T. b. percita